# Start Tour
Lo Start tour è un tour del cantautore emiliano Luciano Ligabue. In totale, per questo tour,  hanno partecipato 217.803 spettatori . I seguenti dati riportati nella tabella 
| Data           | Città   | Luogo                         | Spettatori presenti |
| -------------- | ------- | ----------------------------- | ------------------- |
| 14 giugno 2019 | Bari    | Stadio San Nicola             | 18.411              |
| 17 giugno 2019 | Messina | Stadio San Filippo            | 13.380              |
| 21 giugno 2019 | Pescara | Stadio Adriatico              | 12.235              |
| 25 giugno 2019 | Firenze | Stadio Artemio Franchi        | 18.720              |
| 28 giugno 2019 | Milano  | Stadio Giuseppe Meazza        | 55.780              |
| 2 luglio 2019  | Torino  | Stadio Olimpico Grande Torino | 22.029              |
| 6 luglio 2019  | Bologna | Stadio Renato Dall'Ara        | 25.956              |
| 9 luglio 2019  | Padova  | Stadio Euganeo                | 16.317              |
| 12 luglio 2019 | Roma    | Stadio Olimpico               | 34.975              |